# Нараївка (Гайсинський район)
Нара́ївка — село в Україні, в Краснопільській сільській громаді Гайсинського району Вінницької області. Розташоване на лівому березі річки Сорока (притока Собу) за 26 км на північний схід від міста Гайсин. Населення становить 869 осіб (станом на 1 січня 2017 р.).

## Історія
7 (20) листопада 1917 року, відповідно до Третього Універсалу Української Центральної Ради, увійшло до складу Української Народної Республіки.
Під час організованого радянською владою Голодомору 1932—1933 років померло щонайменше 279 жителів села.

## Історичні пам'ятки
- Неоготичний палац Фелікса Меленівського в Нараївці.

## Відомі люди
- Коржанський Микола Йосипович (1928—2008) — український і російський правознавець, доктор юридичних наук.

## Галерея

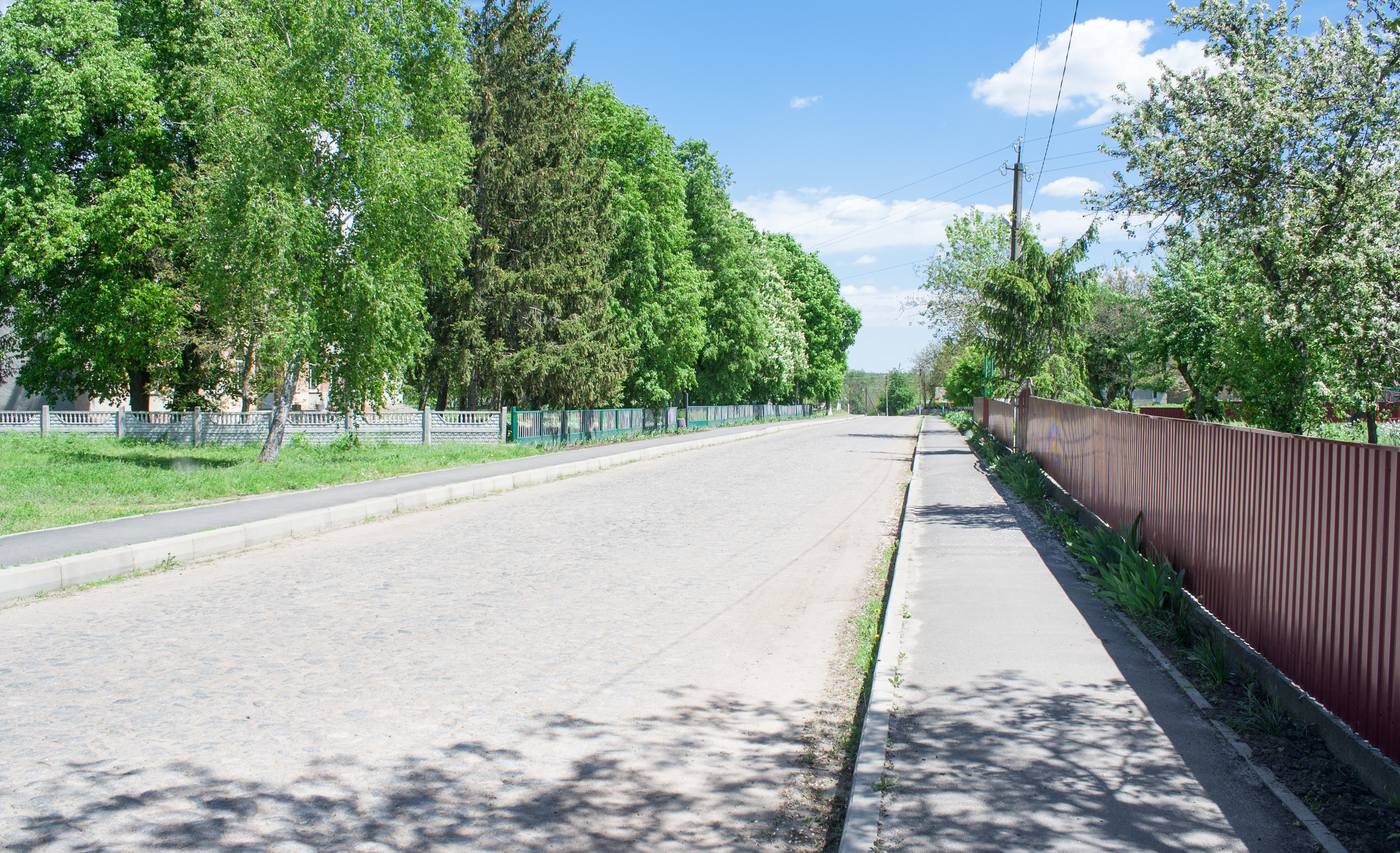
Вулиця Українська
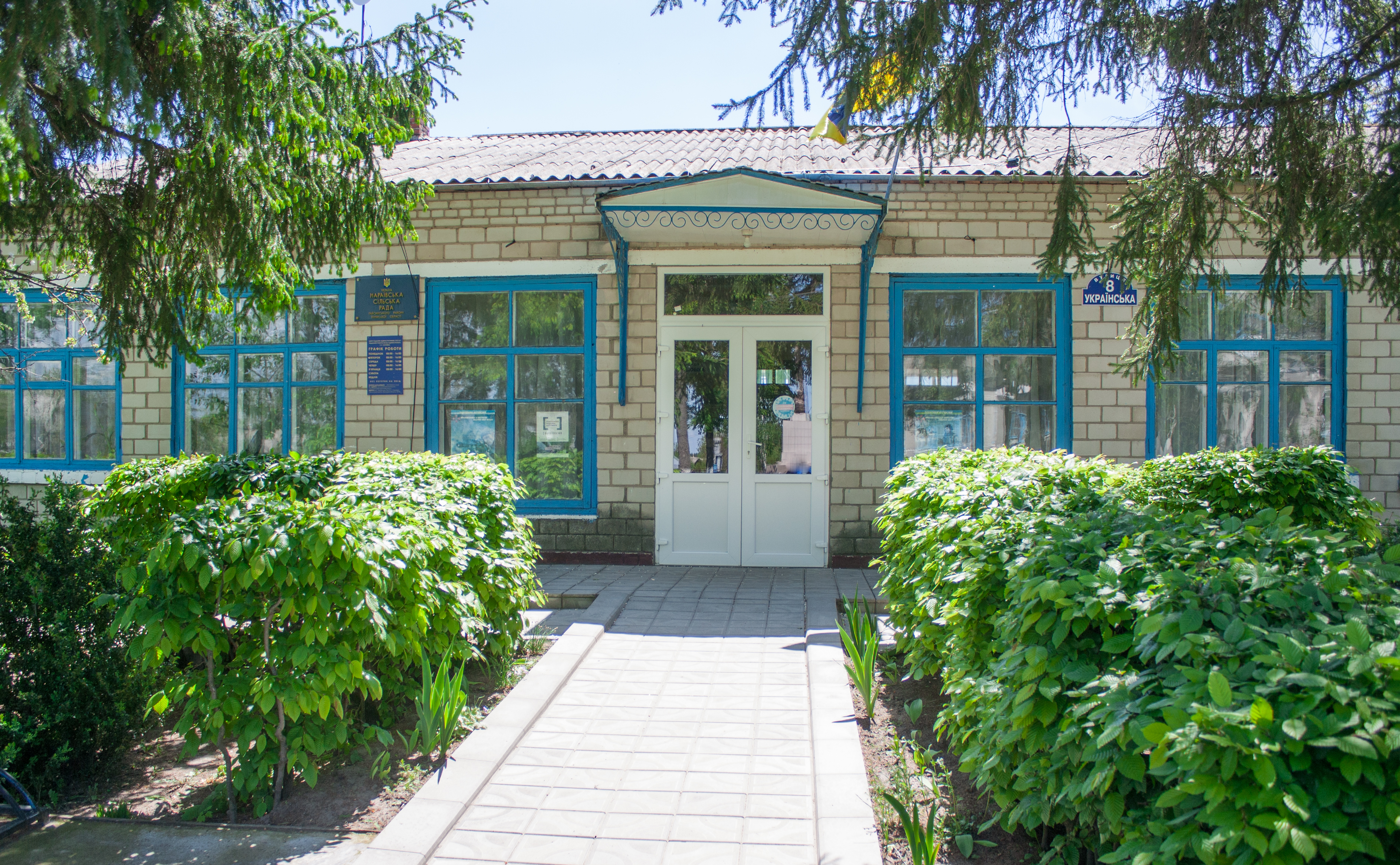
Сільська рада
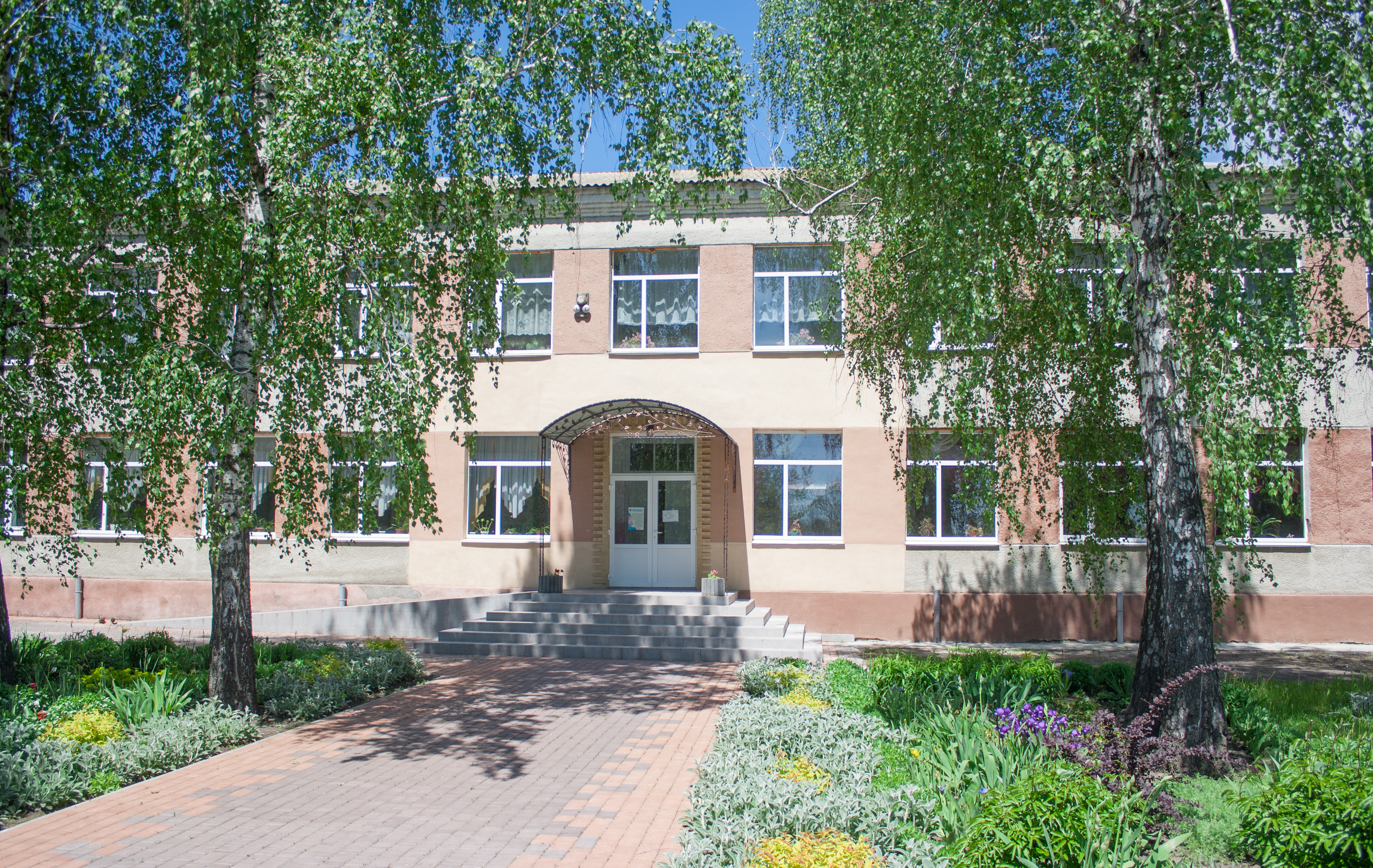
Школа
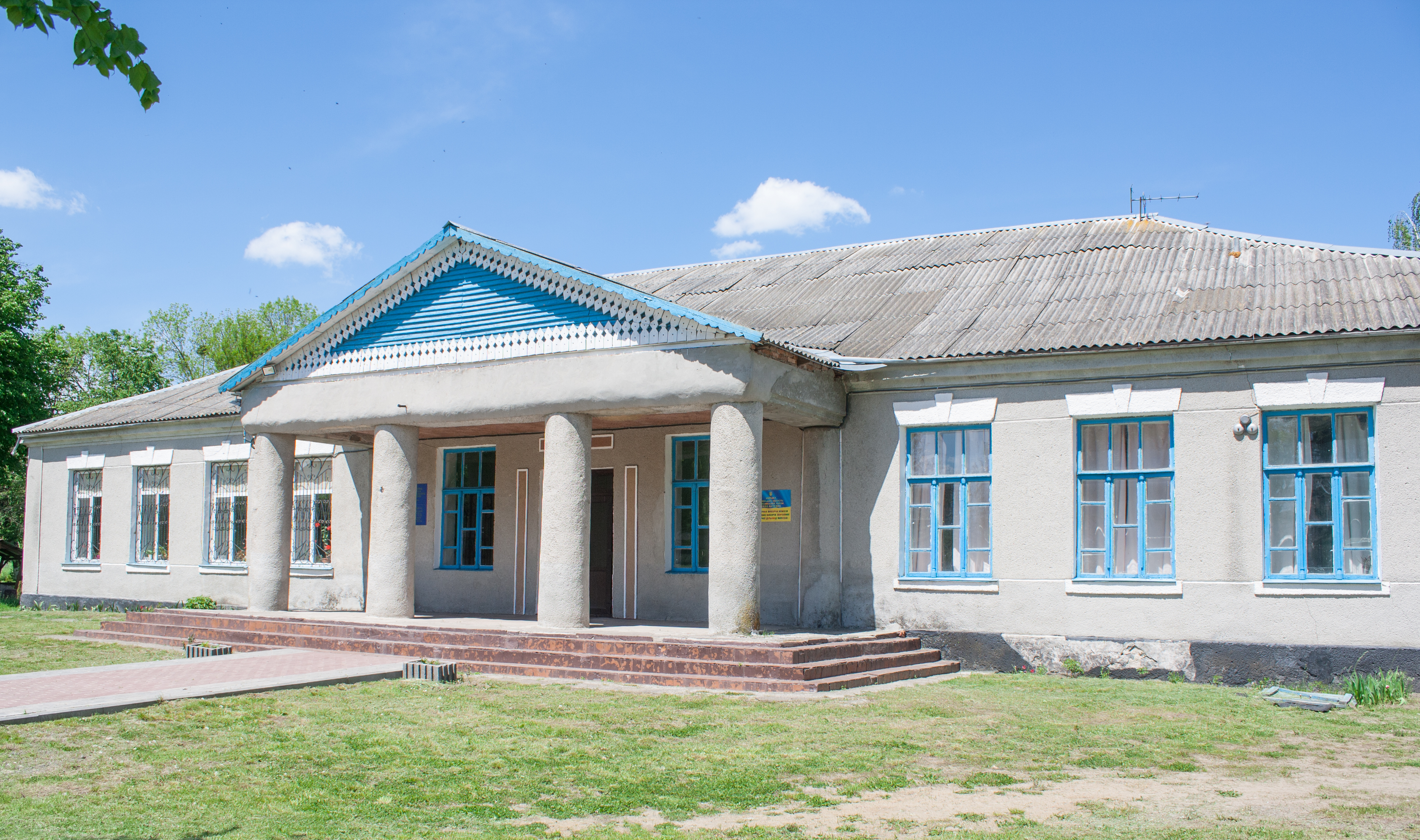
Будинок культури
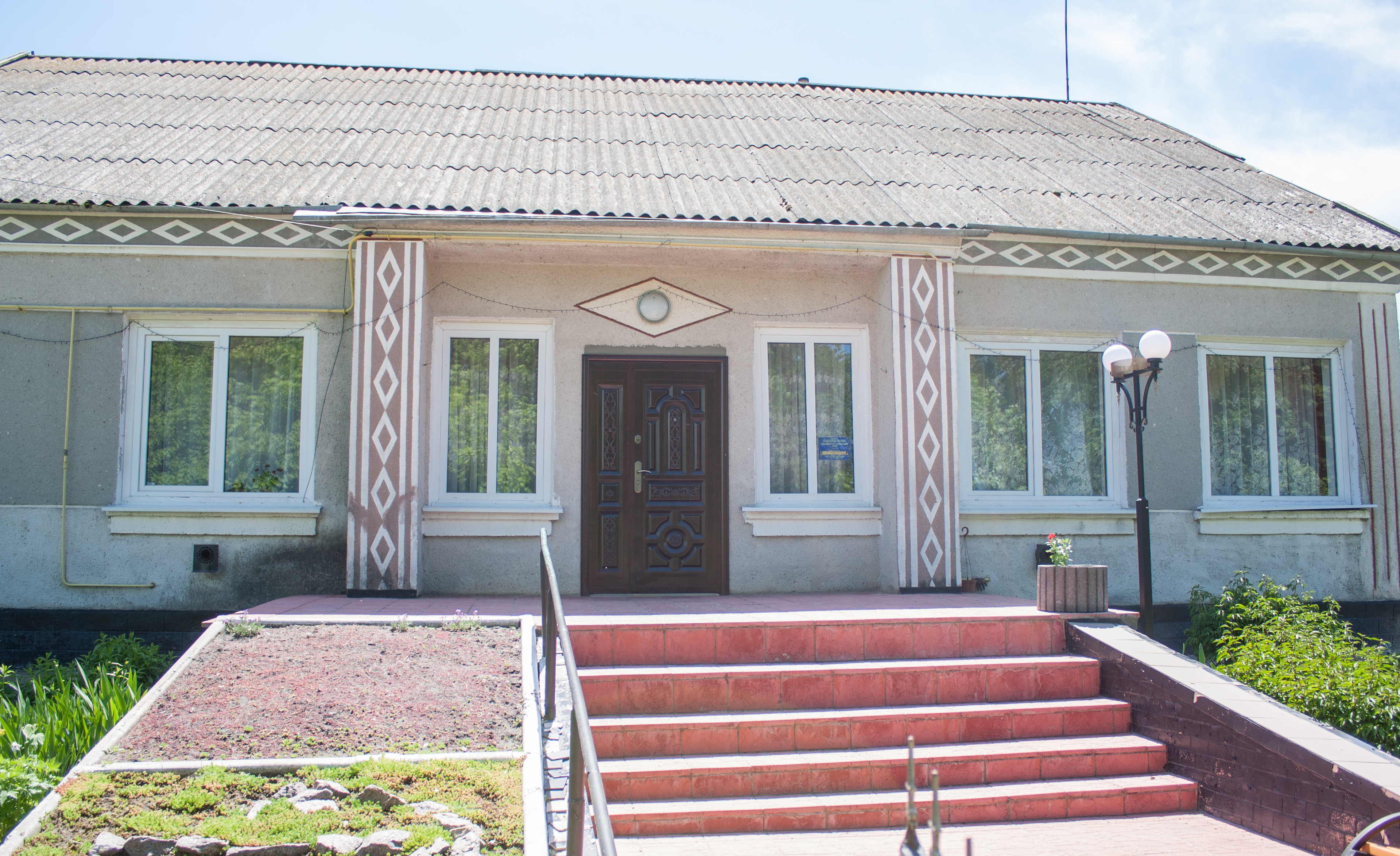
ФАП
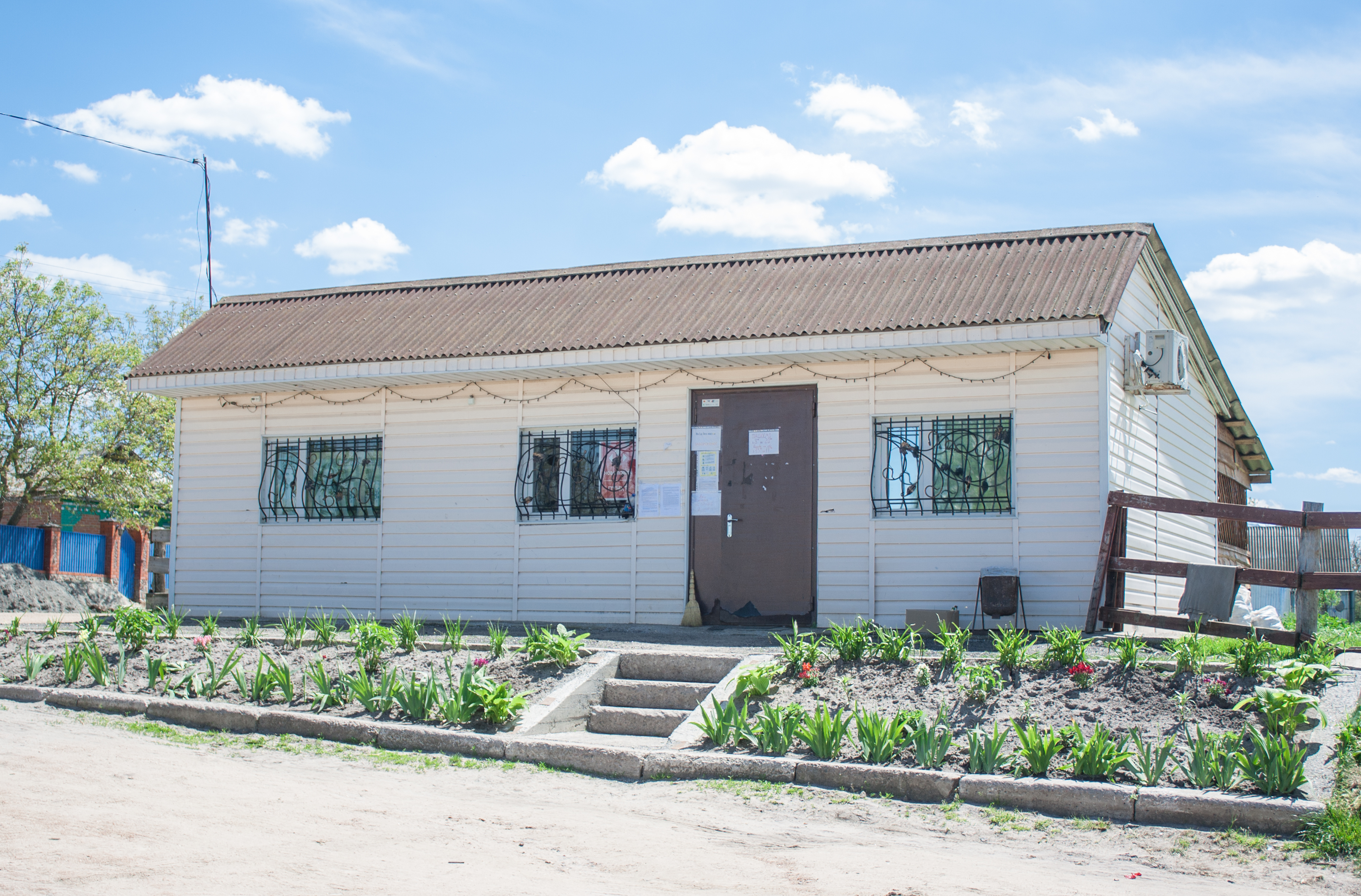
Магазин
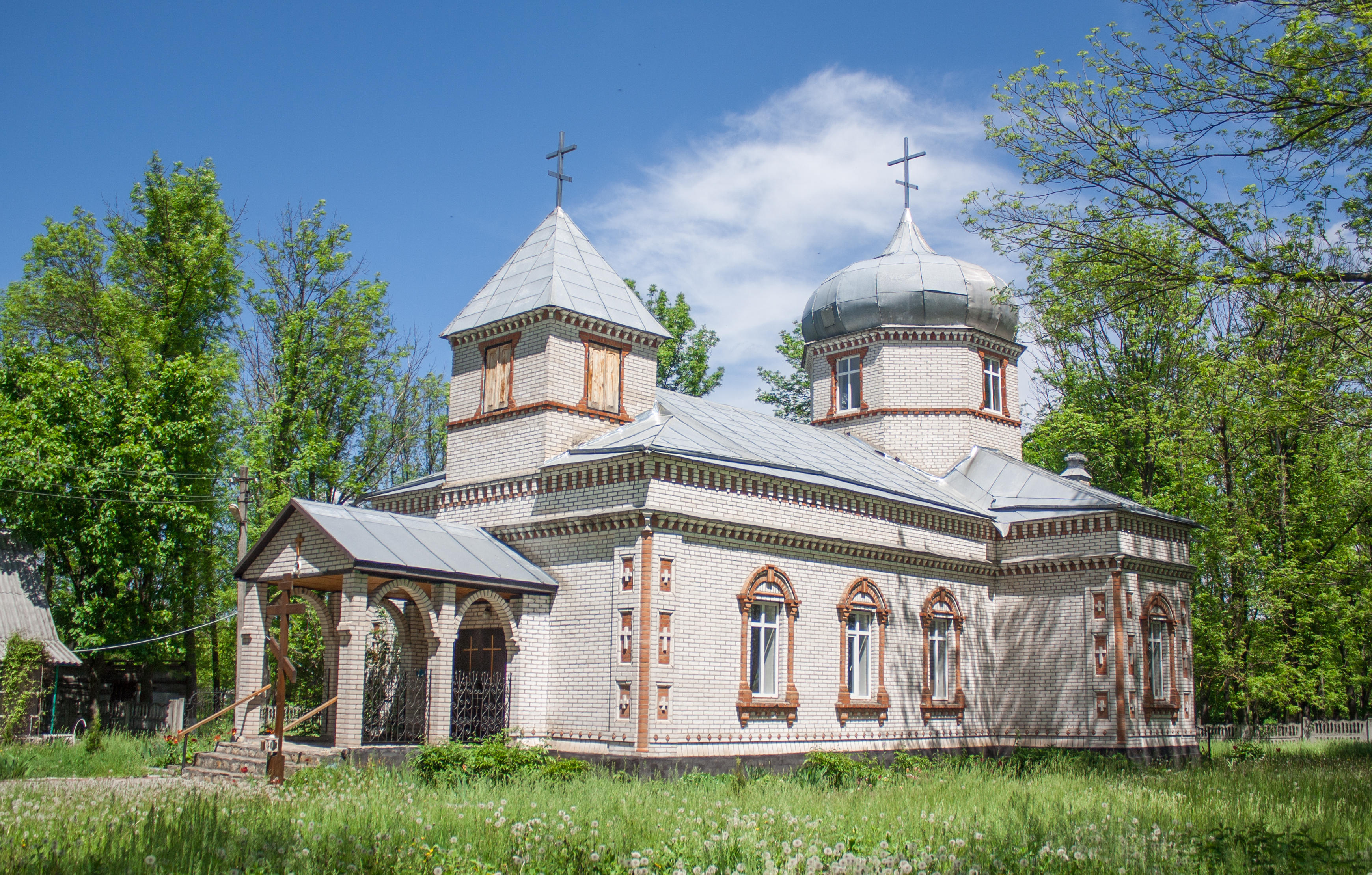
Церква
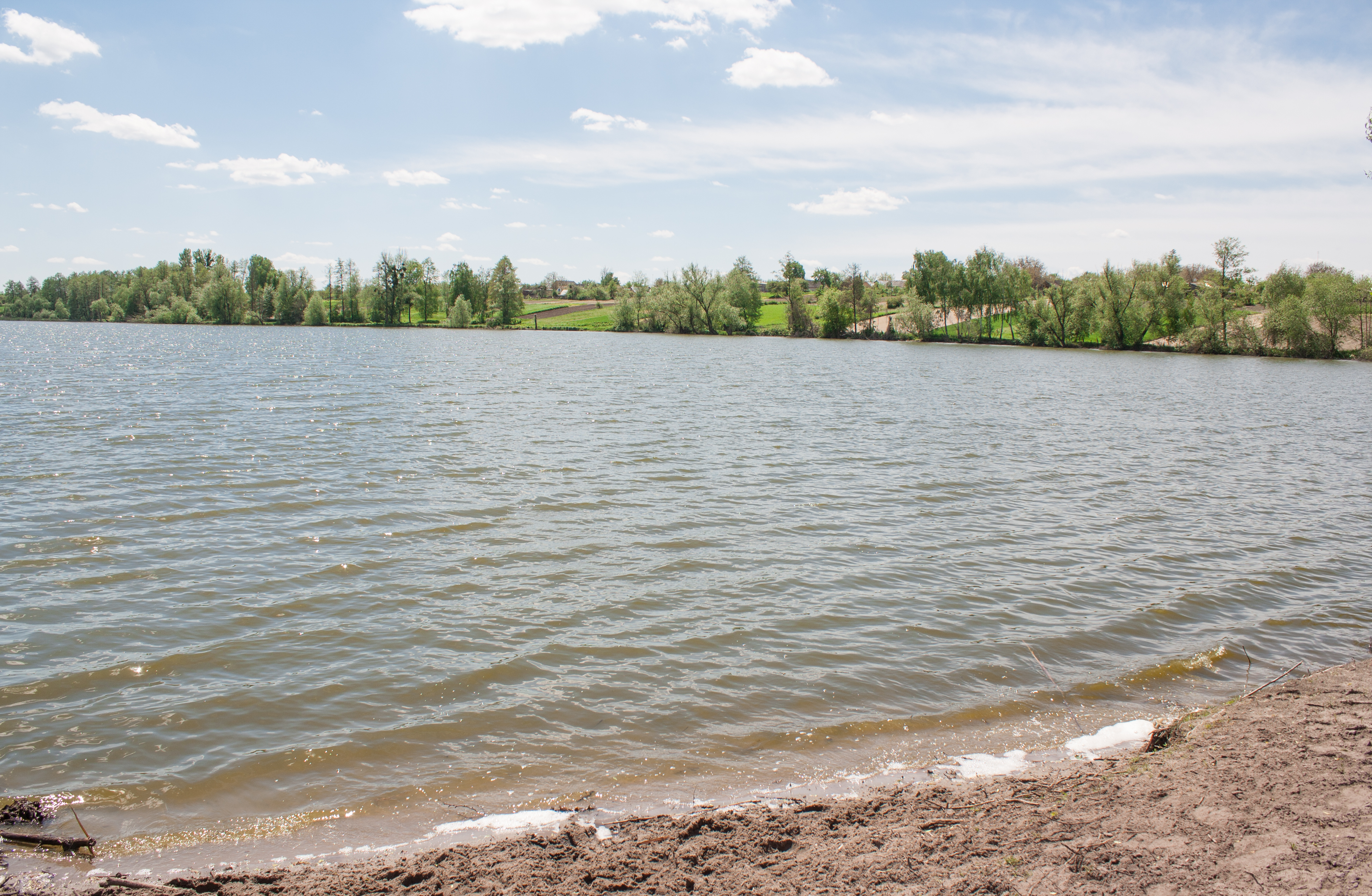
Ставок на річці Сорока
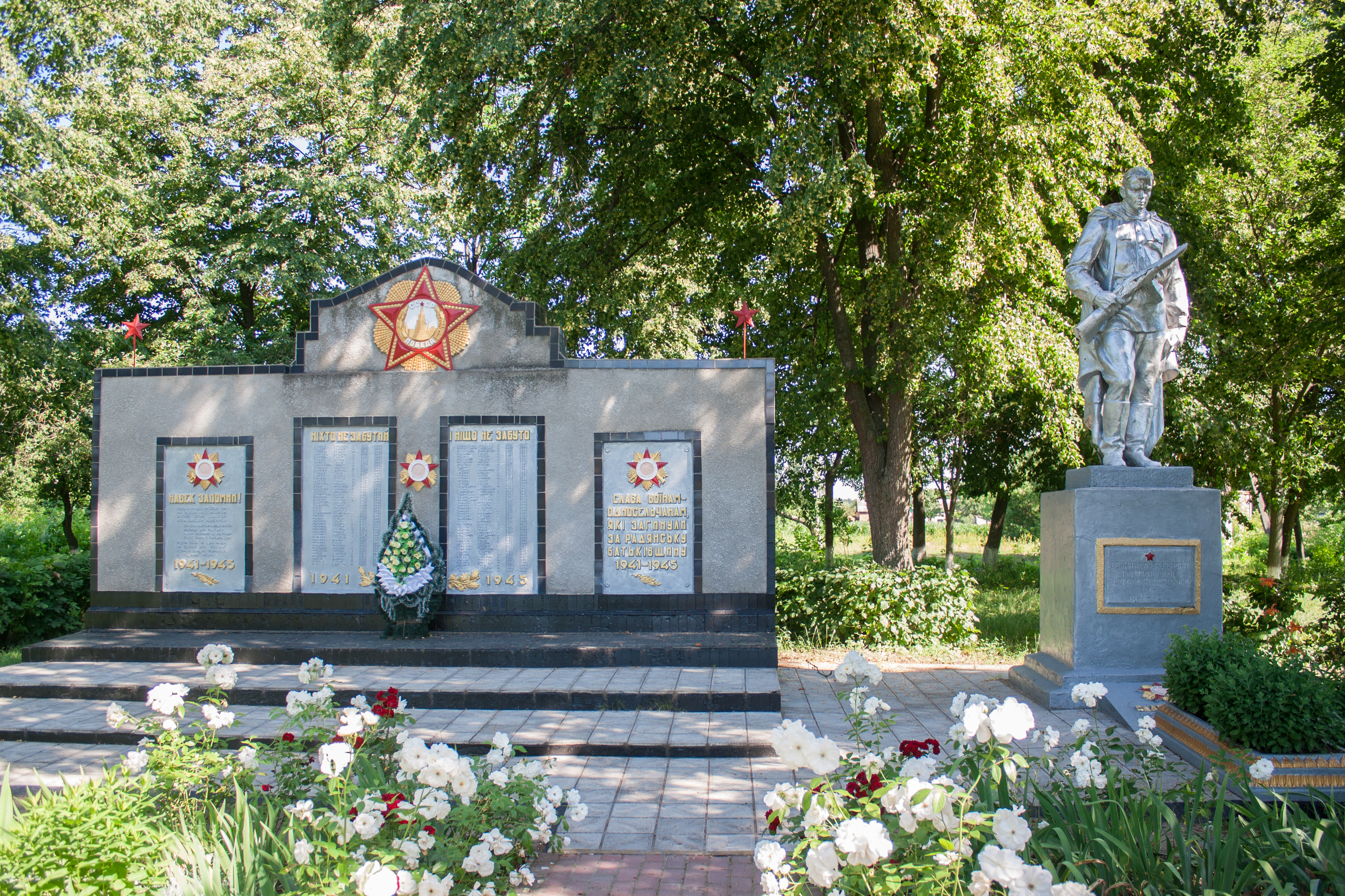
Пам'ятник воїнам-односельцям
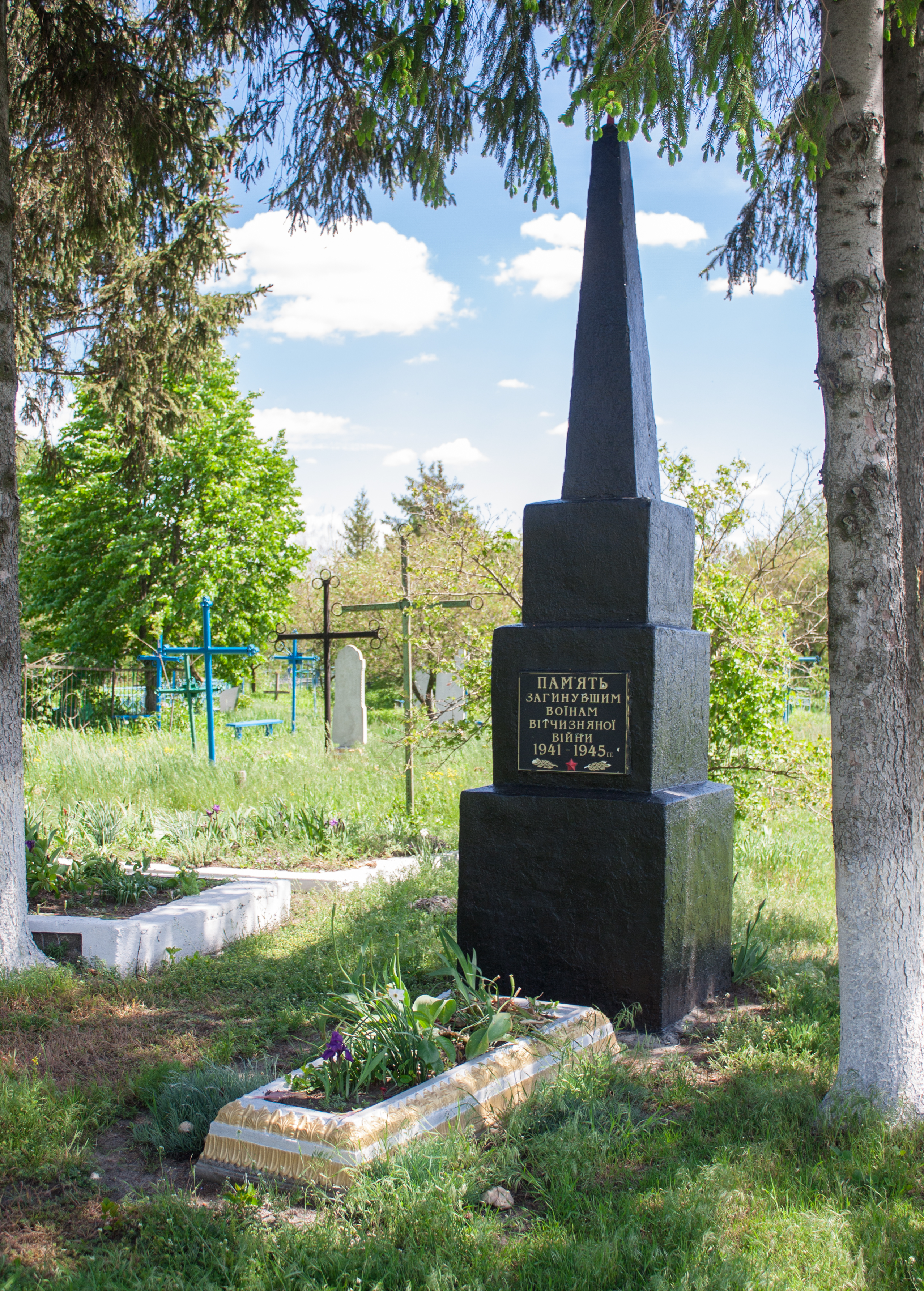
Братська могила радянських воїнів
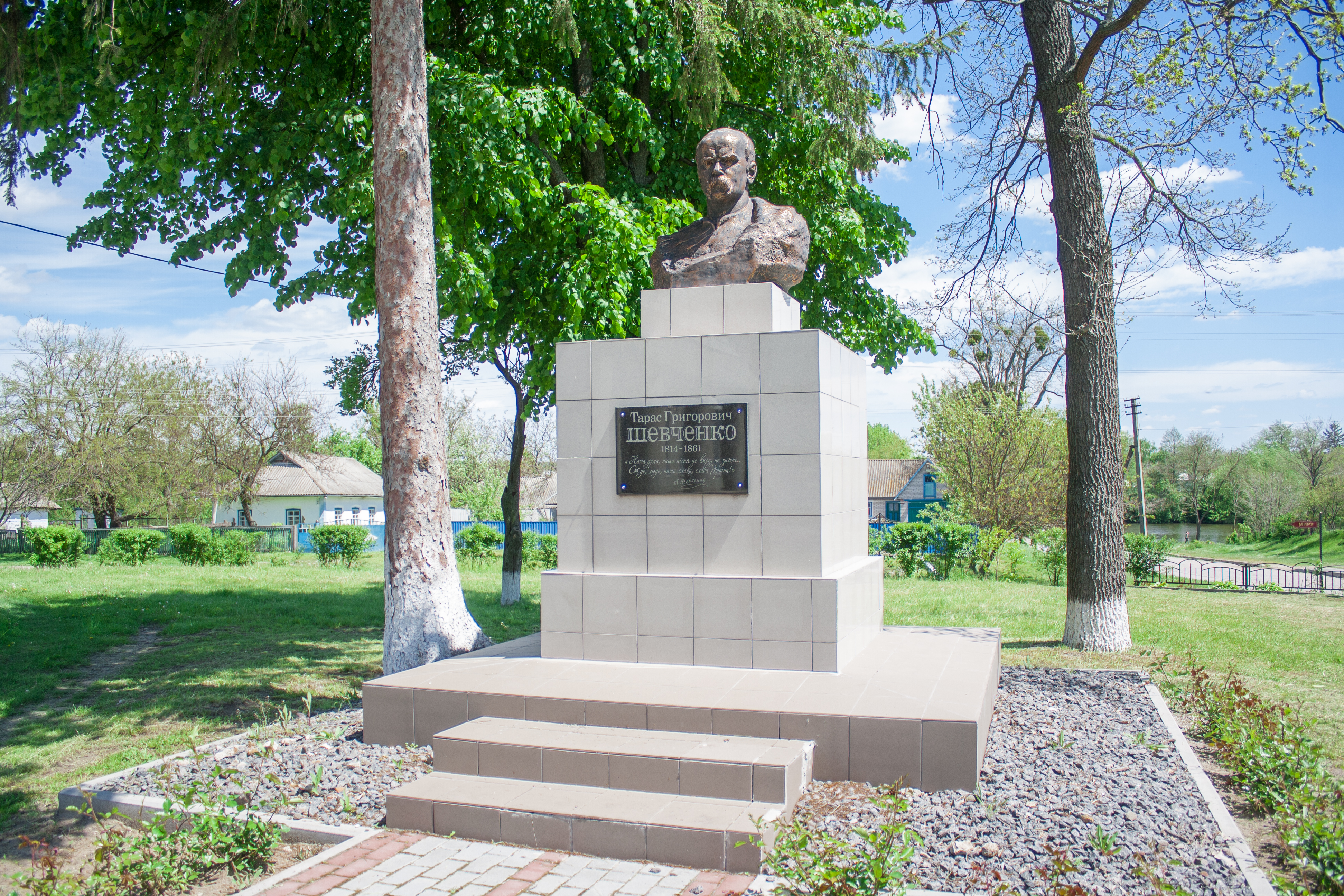
Пам'ятник Т. Шевченку